# Železniční trať Zwiesel–Grafenau
Železniční trať Zwiesel - Grafenau (v jízdním řádu DB označená číslem 906) je regionální jednokolejná železniční trať v Německu. Spojuje bavorská města Zwiesel a Grafenau. Délka trati je 31,5 km. Uvedena do provozu byla v roce 1890.

## Stanice a zastávky
- Zwiesel (navazující tratě 905 a 907)
- Lichtenthal
- Zwieselau
- Frauenau
- Klingenbrunn
- Spiegelau
- Großarmschlag
- Rosenau
- Grafenau